# Seligi
Seligi – wieś w Polsce położona w województwie łódzkim, w powiecie łowickim, w gminie Bielawy.
Prywatna wieś szlachecka Szeligi położona była w drugiej połowie XVI wieku w powiecie orłowskim województwa łęczyckiego. W latach 1975–1998 miejscowość administracyjnie należała do województwa skierniewickiego.